# Nie sme zlí
Nie sme zlí (magyarul: Nem vagyunk gonoszak) az Elán együttes második nagylemeze 1982-ből, amely Csehszlovákiában jelent meg.

## Kiadásai
- 1982 LP

## Dalok
1. Kamaráti (Ráž – Filan) – 2:45
2. Ulica (Baláž – Zeman) – 3:05
3. Tenisky (Patejdl – Zeman) – 2:45
4. Netrpezliví (Ráž – Filan) – 4:14
5. V znamení motoriek (Ráž – Filan) – 4:12
6. Aj keď bez peňazí (Ráž – Filan) – 3:47
7. Zlodej slnečníc (Patejdl – Zeman) – 3:22
8. Vymyslená (Baláž – Filan) – 2:18
9. Môžeš ísť (Patejdl – Filan) – 4:09
10. H. Ch. Andersen (Patejdl – Filan) – 5:39
11. Nie sme zlí (Ráž – Filan) – 4:04

## Az együttes tagjai
- Vašo Patejdl – billentyűs hangszerek, ének
- Jožo Ráž – basszusgitár, ének
- Juraj Farkaš – akusztikus és elektromos gitár, vokál
- Jano Baláž – szólógitár, ének
- Zdeno Baláž – dobok

Közreműködött:
- Ján Došek – speciális hangeffektek
- Viera Briestenská, Ladislav Briestenský – vokál (Nie sme zlí)
- Ján Lauko – zenei rendező
- Jozef Hanák – hangmérnök
- Štefan Danko – producer
- Alan Lesyk – borítóterv
- Karol Dlugolinský – fényképész